# Josephine (Teksas)
Josephine – miasto w Stanach Zjednoczonych, w stanie Teksas, w hrabstwie Collin.